# Les Riceys
Les Riceys és un municipi francès situat al departament de l'Aube i a la regió del Gran Est. L'any 2007 tenia 1.363 habitants.

## Demografia

### Població
El 2007 la població de fet de Les Riceys era de 1.363 persones. Hi havia 561 famílies de les quals 182 eren unipersonals (89 homes vivint sols i 93 dones vivint soles), 179 parelles sense fills, 163 parelles amb fills i 37 famílies monoparentals amb fills.
La població ha evolucionat segons el següent gràfic:
Habitants censats

### Habitatges
El 2007 hi havia 815 habitatges, 574 eren l'habitatge principal de la família, 81 eren segones residències i 160 estaven desocupats. 757 eren cases i 58 eren apartaments. Dels 574 habitatges principals, 430 estaven ocupats pels seus propietaris, 125 estaven llogats i ocupats pels llogaters i 19 estaven cedits a títol gratuït; 2 tenien una cambra, 16 en tenien dues, 66 en tenien tres, 154 en tenien quatre i 335 en tenien cinc o més. 384 habitatges disposaven pel capbaix d'una plaça de pàrquing. A 264 habitatges hi havia un automòbil i a 218 n'hi havia dos o més.

### Piràmide de població
La piràmide de població per edats i sexe el 2009 era:
| Homes | Edats   | Dones |
| ----- | ------- | ----- |
| 0     | 95 o +  | 8     |
| 0     | 90 a 94 | 8     |
| 12    | 85 a 89 | 32    |
| 16    | 80 a 84 | 12    |
| 28    | 75 a 79 | 68    |
| 8     | 70 a 74 | 40    |
| 40    | 65 a 69 | 32    |
| 36    | 60 a 64 | 40    |
| 32    | 55 a 59 | 32    |
| 40    | 50 a 54 | 48    |
| 40    | 45 a 49 | 32    |
| 40    | 40 a 44 | 44    |
| 52    | 35 a 39 | 60    |
| 52    | 30 a 34 | 40    |
| 48    | 25 a 29 | 28    |
| 44    | 20 a 24 | 24    |
| 68    | 15 a 19 | 32    |
| 60    | 10 a 14 | 36    |
| 52    | 5 a 9   | 32    |
| 52    | 0 a 4   | 24    |

## Economia
El 2007 la població en edat de treballar era de 830 persones, 638 eren actives i 192 eren inactives. De les 638 persones actives 598 estaven ocupades (323 homes i 275 dones) i 40 estaven aturades (24 homes i 16 dones). De les 192 persones inactives 70 estaven jubilades, 70 estaven estudiant i 52 estaven classificades com a «altres inactius».

### Ingressos
El 2009 a Les Riceys hi havia 577 unitats fiscals que integraven 1.304,5 persones, la mediana anual d'ingressos fiscals per persona era de 21.088 €.

### Activitats econòmiques
Dels 81 establiments que hi havia el 2007, 1 era d'una empresa extractiva, 15 d'empreses alimentàries, 14 d'empreses de construcció, 22 d'empreses de comerç i reparació d'automòbils, 2 d'empreses de transport, 4 d'empreses d'hostatgeria i restauració, 1 d'una empresa d'informació i comunicació, 4 d'empreses financeres, 2 d'empreses immobiliàries, 2 d'empreses de serveis, 11 d'entitats de l'administració pública i 3 d'empreses classificades com a «altres activitats de serveis».
Dels 21 establiments de servei als particulars que hi havia el 2009, 1 era una oficina d'administració d'Hisenda pública, 1 gendarmeria, 1 oficina de correu, 2 oficines bancàries, 3 tallers de reparació d'automòbils i de material agrícola, 3 paletes, 1 guixaire pintor, 5 fusteries, 2 electricistes i 2 perruqueries.
Dels 6 establiments comercials que hi havia el 2009, 1 era un hipermercat, 1 una gran superfície de material de bricolatge, 2 fleques, 1 una peixateria i 1 una botiga de material de revestiment de parets i terra.
L'any 2000 a Les Riceys hi havia 246 explotacions agrícoles que ocupaven un total de 1.232 hectàrees.

## Equipaments sanitaris i escolars
El 2009 hi havia 1 farmàcia i 1 ambulància.
El 2009 hi havia una escola elemental.

## Poblacions més properes
El següent diagrama mostra les poblacions més properes.